# Epialtidae
Epialtidae, porodica rakova deseteronožaca iz natporodice Majoidea. Postoje tri potporodice, a ime je došlo po rodu Epialtus H. Milne Edwards, 1834.

## Potporodice
1. Epialtinae MacLeay, 1838
2. Pisinae Dana, 1851
3. Tychinae Dana, 1851